# Witebski Uniwersytet Państwowy im. Piotra Maszeraua
Witebski Uniwersytet Państwowy im. Piotra Maszeraua (biał. Віцебскі дзяржаўны ўніверсітэт імя П. М. Машэрава, Wiciebski dziarżauny uniwiersitet imia P. M. Maszerawa, ros. Витебский государственный университет имени П. М. Машерова, Witiebskij gosudarstwiennyj uniwiersitiet imieni P. M. Maszerowa) – uczelnia w Witebsku.

## Nauka języka polskiego
W latach 90. XX wieku studenci Witebskiego Uniwersytetu Państwowego z wydziałów: filologii białoruskiej, filologii rosyjskiej i historii mieli możliwość nauki języka polskiego w grupach fakultatywnych. Na wniosek Związku Polaków na Białorusi i po uzgodnieniach z władzami uczelni, w roku akademickim 1998/1999 utworzono dwa nowe wydziały: angielsko-polski i niemiecko-polski. Dzięki wsparciu Instytutu Polskiego w Mińsku, uczelnia zawarła umowę o współpracy z Uniwersytetem w Białymstoku.

## Oskarżenia o represje polityczne wobec studentów
Uczelni zarzuca się wydalanie studentów z przyczyn politycznych. Według raportu przygotowanego przez polską Fundację Wolność i Demokracja, A.W. Rusiecki, rektor uczelni, wydalił 2 studentów za działalność polityczną.